# Love Yourself
Love Yourself ist ein Lied von Justin Bieber und die dritte Single aus seinem vierten Studioalbum Purpose. Die Single erschien am 9. November 2015 und konnte sich seitdem über 18,1 Millionen Mal verkaufen. Auf Spotify befindet sich das Lied in der Top 20 der weltweit meistgestreamten Lieder.

## Entstehung und Veröffentlichung

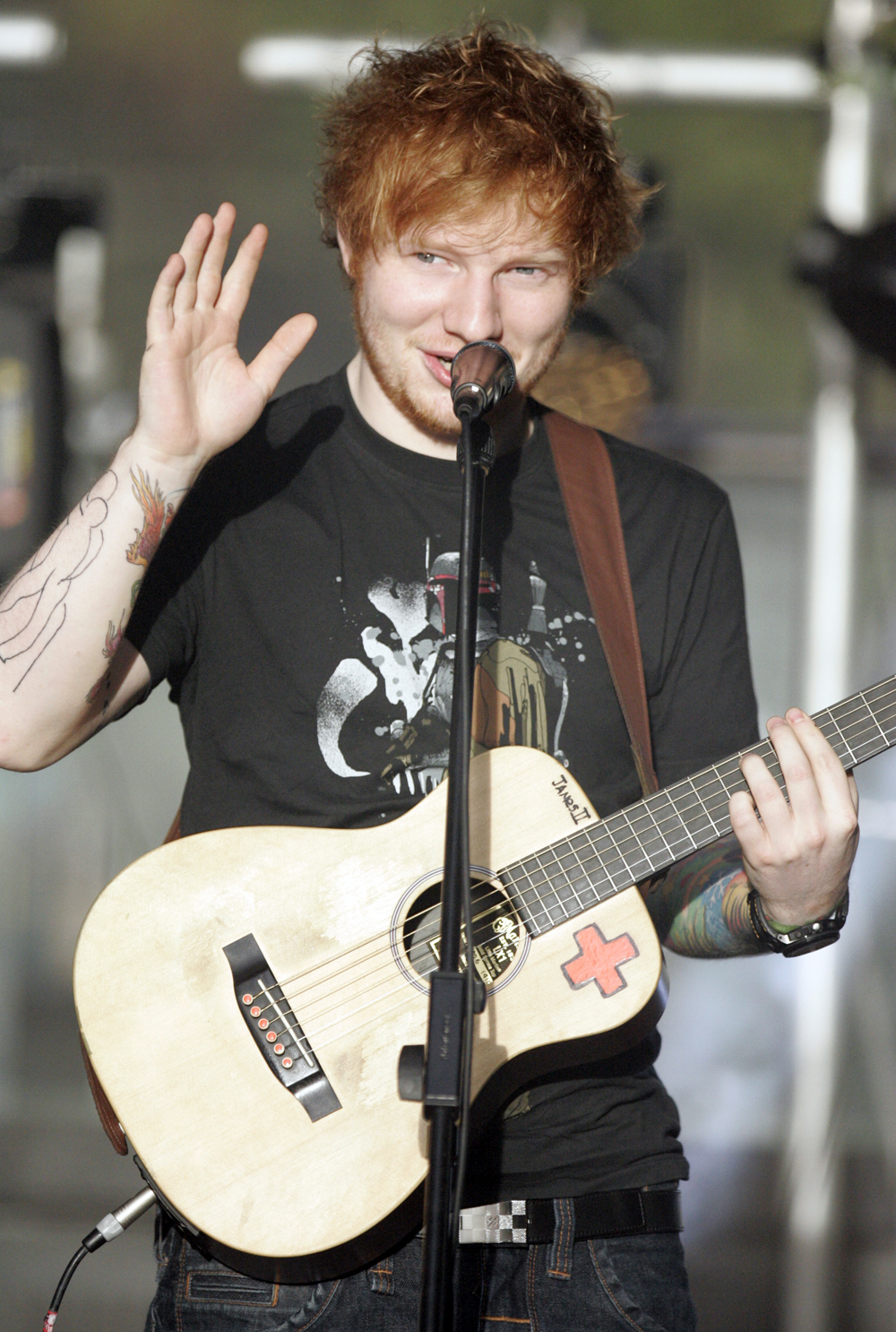
Ed Sheeran schrieb Love Yourself ursprünglich für sein drittes Album ÷.

Im September 2015 kündigte Bieber in einem Interview an, dass der Britische Sänger Ed Sheeran ihm einen Song für sein neues Studioalbum geschrieben hat. In einem weiteren Interview mit Capital FM verriet Bieber einige Dinge über das Lied. Er sagte: „It’s just me and a guitar. Basically that’s how I started, playing on the street with a guitar.“ Bezüglich Ed Sheeran sagte er: „I think he’s one of the most talented writers in the game right now, so just to have his input and his stories and our stories and match them up together and say ’What have you been through?,’ and telling the same story.“
Love Yourself erschien erstmals über Apples Beats 1.

## Musikvideo
Das Musikvideo zu Love Yourself erschien am 14. November 2015 über Vevo auf Biebers YouTube-Kanal und wurde seitdem über 1,7 Milliarden Mal aufgerufen (Stand: August 2025). Das Video beginnt damit, dass Bieber sagt: „Love isn’t 'do this for me and I’m going to do this for you.' That’s not what love is. Love is just 'I’m gonna do this for you because I wanna do this for you.'“ Daraufhin tanzt das Ehepaar Keone und Mari Madrid durch ihr Haus. Das Video endet damit, dass die Frau aufwacht und auf dem Kissen des Mannes einen Zettel findet auf dem Love Yourself steht.

## Kommerzieller Erfolg

### Chartplatzierungen
Love Yourself stieg in der 47. Kalenderwoche auf Platz sieben der deutschen Singlecharts ein. In den folgen Wochen fiel das Lied zunächst auf Platz 11, bevor es in der 6. Kalenderwoche im Jahr 2016 mit Platz 3 die Höchstposition erreichte, auf der es sich nur eine Woche halten konnte. Insgesamt hielt sich das Lied 48 Wochen lang in den deutschen Charts. Es wurde mit drei Goldenen Schallplatten, für über 600.000 Verkäufe ausgezeichnet.
Love Yourself stieg auf Platz 4 der Billboard Hot 100 ein. Damit erreichte Bieber seine neunte Top-10-Single überhaupt und seine dritte Top-10-Single aus seinem Album Purpose. Nebenbei konnte es sich auf Platz 2 der Billboard Hot Digital Songs und Platz 4 der Billboard Streaming Charts platzieren. Die Single konnte sich über 140.000 Mal verkaufen und wurde rund 17,4 Millionen Mal gestreamt. In der folgenden Woche fiel sie dann auf Platz 7. In der 6. Kalenderwoche des Jahres 2016 verdrängte Bieber Sorry mit Love Yourself von der Spitze der Charts. Love Yourself wurde seine dritte Single auf Platz 1 der Charts in Folge. Purpose wurde zum ersten Album seit Justin Timberlakes FutureSex/LoveSounds, welches drei Nummer-Eins-Singles hervorbringen konnte.
| ChartsChartplatzierungen       | Höchstplatzierung | Wochen |
| ------------------------------ | ----------------- | ------ |
| Deutschland (GfK)              | 3 (48 Wo.)        | 48     |
| Österreich (Ö3)                | 2 (39 Wo.)        | 39     |
| Schweiz (IFPI)                 | 4 (58 Wo.)        | 58     |
| Vereinigte Staaten (Billboard) | 1 (41 Wo.)        | 41     |
| Vereinigtes Königreich (OCC)   | 1 (64 Wo.)        | 64     |

| ChartsJahrescharts (2015)    | Platzierung |
| ---------------------------- | ----------- |
| Deutschland (GfK)            | 98          |
| Vereinigtes Königreich (OCC) | 24          |

| ChartsJahrescharts (2016)      | Platzierung |
| ------------------------------ | ----------- |
| Deutschland (GfK)              | 12          |
| Österreich (Ö3)                | 15          |
| Schweiz (IFPI)                 | 9           |
| Vereinigte Staaten (Billboard) | 1           |
| Vereinigtes Königreich (OCC)   | 8           |

| ChartsJahrescharts (2010–2019) | Platzierung |
| ------------------------------ | ----------- |
| Österreich (Ö3)                | 62          |
| Vereinigte Staaten (Billboard) | 42          |
| Vereinigtes Königreich (OCC)   | 14          |

### Auszeichnungen für Musikverkäufe
Das Lied konnte sich allein 2016 über 2,8 Millionen Mal in den USA verkaufen und wurde seitdem mit neun Platin-Schallplatten ausgezeichnet.

| Land/Region                  | Auszeichnungen für Musikverkäufe (Land/Region, Auszeichnung, Verkäufe) | Verkäufe   |
| ---------------------------- | ---------------------------------------------------------------------- | ---------- |
| Australien (ARIA)            | 15× Platin                                                             | 1.050.000  |
| Belgien (BRMA)               | 2× Platin                                                              | 60.000     |
| Brasilien (PMB)              | 4× Diamant                                                             | 1.000.000  |
| Dänemark (IFPI)              | 7× Platin                                                              | 630.000    |
| Deutschland (BVMI)           | Diamant                                                                | 1.000.000  |
| Italien (FIMI)               | 6× Platin                                                              | 300.000    |
| Japan (RIAJ)                 | Gold                                                                   | 100.000    |
| Kanada (MC)                  | Diamant                                                                | 800.000    |
| Mexiko (AMPROFON)            | 9× Gold                                                                | 270.000    |
| Neuseeland (RMNZ)            | 8× Platin                                                              | 240.000    |
| Norwegen (IFPI)              | 5× Platin                                                              | 300.000    |
| Österreich (IFPI)            | Gold                                                                   | 15.000     |
| Polen (ZPAV)                 | 4× Platin                                                              | 200.000    |
| Portugal (AFP)               | 3× Platin                                                              | 30.000     |
| Schweden (IFPI)              | 9× Platin                                                              | 360.000    |
| Spanien (Promusicae)         | 5× Platin                                                              | 300.000    |
| Vereinigte Staaten (RIAA)    | 9× Platin                                                              | 9.000.000  |
| Vereinigtes Königreich (BPI) | 6× Platin                                                              | 3.600.000  |
| Insgesamt                    | 3× Gold · 83× Platin · 6× Diamant ·                                    | 19.255.000 |

Hauptartikel: Justin Bieber/Auszeichnungen für Musikverkäufe